# Heyetang
Heyetang – meteoryt kamienny należący do chondrytów oliwinowo-hiperstenowych L 3, którego spadek zaobserwowano pod koniec października 1998 roku w chińskiej prowincji  Hunan. Całkowita masa meteorytu jaką obecnie dysponuje się wynosi 2,5 kg. Meteoryt Heyetang jest jednym z pięciu zatwierdzonych meteorytów znalezionych w tej prowincji.